# Cleveland Browns 1947
La stagione 1947 dei Cleveland Browns è stata la seconda della franchigia nella All-America Football Conference. La squadra, allenata da Paul Brown, concluse la stagione regolare con un record di 12–1-1, vincendo la Western Division. Guidata come l'anno precedente in attacco dal quarterback Otto Graham, dal fullback Marion Motley e dai ricevitori Dante Lavelli e Mac Speedie, vinse il suo secondo titolo della AAFC battendo i New York Yankees come la stagione precedente in un campo ghiacciato. Graham fu premiato come MVP della AAFC dopo avere guidato la lega in yard passate, con 2.753, e passaggi da touchdown, con 25.

## Roster
| Roster dei Cleveland Browns nel 1947 |
| --- |
| Quarterback - 66 Ermal Allen - 60 Otto Graham - 62 Cliff Lewis Running Back - 99 Bill Boedeker - 92 Tommy Colella - 80 Bob Cowan - 94 Jim Dewar - 85 Don Greenwood - 90 Edgar Jones - 82 Bill Lund - 86 Lew Mayne - 84 Ray Terrell - 74 Tony Adamle - 70 Spiro Dellerba - 76 Marion Motley - 72 Lou Saban Wide Receiver - 59 Horace Gillom - 56 Dante Lavelli - 53 Marshall Shurnas - 58 Mac Speedie - 50 John Yonakor - 52 George Young Tight End {{{te}}} Offensive Linemen - 34 Bob Gaudio - 32 Lin Houston - 38 Weldon Humble - 39 Alex Kapter - 36 Ed Ulinski - 30 Bill Willis - 22 Frank Gatski - 24 Mel Maceau - 20 Mike Scarry - 42 Chet Adams - 48 Ernie Blandin - 46 Lou Groza - 45 Roman Piskor - 44 Lou Rymkus - 49 Lenny Simonetti Defensive Linemen {{{dl}}} Linebacker {{{lb}}} Defensive Back {{{db}}} Special Team {{{st}}} |
| Legenda - I rookie sono in corsivo. - Il primo ruolo è il principale mentre gli eventuali successivi indicano i ruoli secondari. - (IR) sta per Injured Reserve ed indica la lista ristretta per un solo giocatore infortunato che può tornare ad allenarsi dopo la settimana 6 e a rientrare in prima squadra dopo che questa ha giocato 8 partite. - (NF-Inj.) / (NF-Ill.) stanno rispettivamente per Non-Football Injured e Non-Football Illness ed indicano le liste dove viene inserito un giocatore che ha un infortunio o una malattia non dipendente dal football americano. - (PUP) sta per Physically Unable to Perform ed indica la lista dove viene inserito un giocatore mentre è in attesa di recuperare la condizione fisica. Nella stagione regolare dopo la sesta partita giocata dalla propria squadra, il giocatore ha tempo tre settimane per riprendere ad allenarsi, più tre settimane aggiuntive dal suo rientro agli allenamenti per rientrare in prima squadra. |

## Calendario
| Stagione regolare |              |                        |           |        |                               |          |         |
| Turno             | Data         | Avversario             | Risultato | Record | Stadio                        | Pubblico | Sintesi |
| 1                 | 5 settembre  | Buffalo Bills          | V 30–14   | 1–0    | Cleveland Stadium             | 63,263   | Recap   |
| 2                 | 12 settembre | at Brooklyn Dodgers    | V 55–7    | 2–0    | Ebbets Field                  | 18,876   | Recap   |
| 3                 | 21 settembre | Baltimore Colts        | V 28–0    | 3–0    | Cleveland Stadium             | 44,257   | Recap   |
| 4                 | 26 settembre | at Chicago Rockets     | V 41–21   | 4–0    | Soldier Field                 | 18,450   | Recap   |
| 5                 | 5 ottobre    | New York Yankees       | V 26–17   | 5–0    | Cleveland Stadium             | 80,067   | Recap   |
| 6                 | 12 ottobre   | Los Angeles Dons       | S 13–10   | 5–1    | Cleveland Stadium             | 63,124   | Recap   |
| 7                 | 19 ottobre   | Chicago Rockets        | V 31–28   | 6–1    | Cleveland Stadium             | 35,266   | Recap   |
| 8                 | 26 ottobre   | at San Francisco 49ers | V 14–7    | 7–1    | Kezar Stadium                 | 54,483   | Recap   |
| 9                 | 2 novembre   | at Buffalo Bills       | V 28–7    | 8–1    | War Memorial Stadium          | 43,167   | Recap   |
| 10                | 9 novembre   | Brooklyn Dodgers       | V 13–12   | 9–1    | Cleveland Stadium             | 30,279   | Recap   |
| 11                | 16 novembre  | San Francisco 49ers    | V 37–14   | 10–1   | Cleveland Stadium             | 76,504   | Recap   |
| 12                | 23 novembre  | at New York Yankees    | P 28–28   | 10–1–1 | Yankee Stadium                | 70,060   | Recap   |
| 13                | 27 novembre  | at Los Angeles Dons    | V 27–17   | 11–1–1 | Los Angeles Memorial Coliseum | 45,009   | Recap   |
| 14                | 7 dicembre   | at Baltimore Colts     | V 42–0    | 12–1–1 | Memorial Stadium              | 20,574   | Recap   |

## Classifiche
| Western Division    | Western Division | Western Division | Western Division | Western Division | Western Division | Western Division |  | Eastern Division | Eastern Division | Eastern Division | Eastern Division | Eastern Division | Eastern Division | Eastern Division |
|                     | V                | S                | P                | %                | PF               | PS               |  |                  | V                | S                | P                | %                | PF               | PS               |
| ------------------- | ---------------- | ---------------- | ---------------- | ---------------- | ---------------- | ---------------- |  | ---------------- | ---------------- | ---------------- | ---------------- | ---------------- | ---------------- | ---------------- |
| Cleveland Browns    | 12               | 1                | 1                | .923             | 410              | 185              |  | New York Yankees | 11               | 2                | 1                | .846             | 378              | 239              |
| San Francisco 49ers | 8                | 4                | 2                | .667             | 327              | 264              |  | Buffalo Bills    | 8                | 4                | 2                | .667             | 320              | 288              |
| Los Angeles Dons    | 7                | 7                | 0                | .500             | 328              | 256              |  | Brooklyn Dodgers | 3                | 10               | 1                | .231             | 181              | 340              |
| Chicago Rockets     | 1                | 13               | 0                | .071             | 263              | 425              |  | Baltimore Colts  | 2                | 11               | 1                | .154             | 167              | 377              |